# Oda (imię)
Oda – żeński odpowiednik imienia Odo. Imię pochodzenia germańskiego, którego podstawę stanowi element od-//ot-, co oznacza „majątek, dziedzictwo, posiadłość, bogactwo”. Starowysokoniemiecka wersja Ute jest obecnie najbardziej popularną formą imienia, choć aż do początku XX wieku była rzadko spotykana. W latach pięćdziesiątych i sześćdziesiątych imię to (w formie Ute) znalazło się kilkukrotnie na liście dziesięciu najpopularniejszych imion żeńskich w Niemczech. Na początku lat siedemdziesiątych jego popularność gwałtownie spadła i obecnie nadawane jest sporadycznie.
W Polsce imię to poświadczone jest od końca X wieku (żona Mieszka I). Dziś, podobnie jak w Niemczech, prawie nieużywane.
Imieniny: 27 listopada, 20 kwietnia i 23 października.
Patronki:
- św. Oda z Amay (VI/VII w.) – matka św. Arnulfa, bpa Metzu; wspomnienie 23 października;
- św. Oda z Sint Oedenrode (zm. 726) – pustelnica pochodzenia iroszkockiego w Brabancji; wspomnienie 27 listopada;
- św. Oda z Rivreulle (ok. 1135-1158) – norbertanka z Brabancji, przeorysza w Rivreulle; wspomnienie 20 kwietnia.

Znane osoby o imieniu Oda:
- Oda Dytrykówna (955 – 1023) – druga żona Mieszka I
- Oda Miśnieńska (996 – po 1025) – czwarta i ostatnia żona Bolesława Chrobrego